# 津根マシンツール
津根マシンツール株式会社（つねマシンツール）は、富山県富山市に本社を置く工作機械メーカーである津根精機株式会社の、工具および工作機械の販売を担当するグループ会社である。